# 十社大明神
十社大明神（じっしゃだいみょうじん）は、三毛野命とその妻子神。
- 三毛野命（みけぬ）
- 鵜目姫命（うめひめ）
- 御子太郎命（みこたろう）
- 二郎命（じろう）
- 三郎命（さぶろう）
- 畝見命（うねみ）
- 照野命（てるの）
- 大戸命（おおと）
- 霊社命（れいしゃ）
- 浅良部命（あさらべ）